# Packwaukee (Wisconsin)
Packwaukee es un pueblo ubicado en el condado de Marquette en el estado estadounidense de Wisconsin. En el Censo de 2010 tenía una población de 1.416 habitantes y una densidad poblacional de 13,36 personas por km².

## Geografía
Packwaukee se encuentra ubicado en las coordenadas 43°45′46″N 89°24′27″O / 43.76278, -89.40750. Según la Oficina del Censo de los Estados Unidos, Packwaukee tiene una superficie total de 106.01 km², de la cual 98.7 km² corresponden a tierra firme y (6.89%) 7.31 km² es agua.

## Demografía
Según el censo de 2010, había 1.416 personas residiendo en Packwaukee. La densidad de población era de 13,36 hab./km². De los 1.416 habitantes, Packwaukee estaba compuesto por el 98.45% blancos, el 0.28% eran afroamericanos, el 0.35% eran amerindios, el 0.14% eran asiáticos, el 0% eran isleños del Pacífico, el 0.21% eran de otras razas y el 0.56% pertenecían a dos o más razas. Del total de la población el 2.47% eran hispanos o latinos de cualquier raza.